# Baboo Nimal
Baburao Narasappa (Baboo) Nimal (Kirkee, 15 maart 1908 - 21 februari 1998) was een Indiaas hockeyer. 
Nimal won met de Indiase ploeg de olympische gouden medaille in 1936. Nimal kwam in actie in drie wedstrijden.

## Resultaten
- 1936  Olympische Zomerspelen in Berlijn